# Edna Andrade
 Edna Andrade (* 25. Januar 1917 in Portsmouth (New Hampshire), USA; † 17. April 2008 in Philadelphia, USA) war eine US-amerikanische Malerin und Hochschullehrerin. Sie war eine der Pionierinnen des Hard-Edge-Stils, der Op-Art und anderer Formen der minimalistischen Malerei.

## Leben und Werk

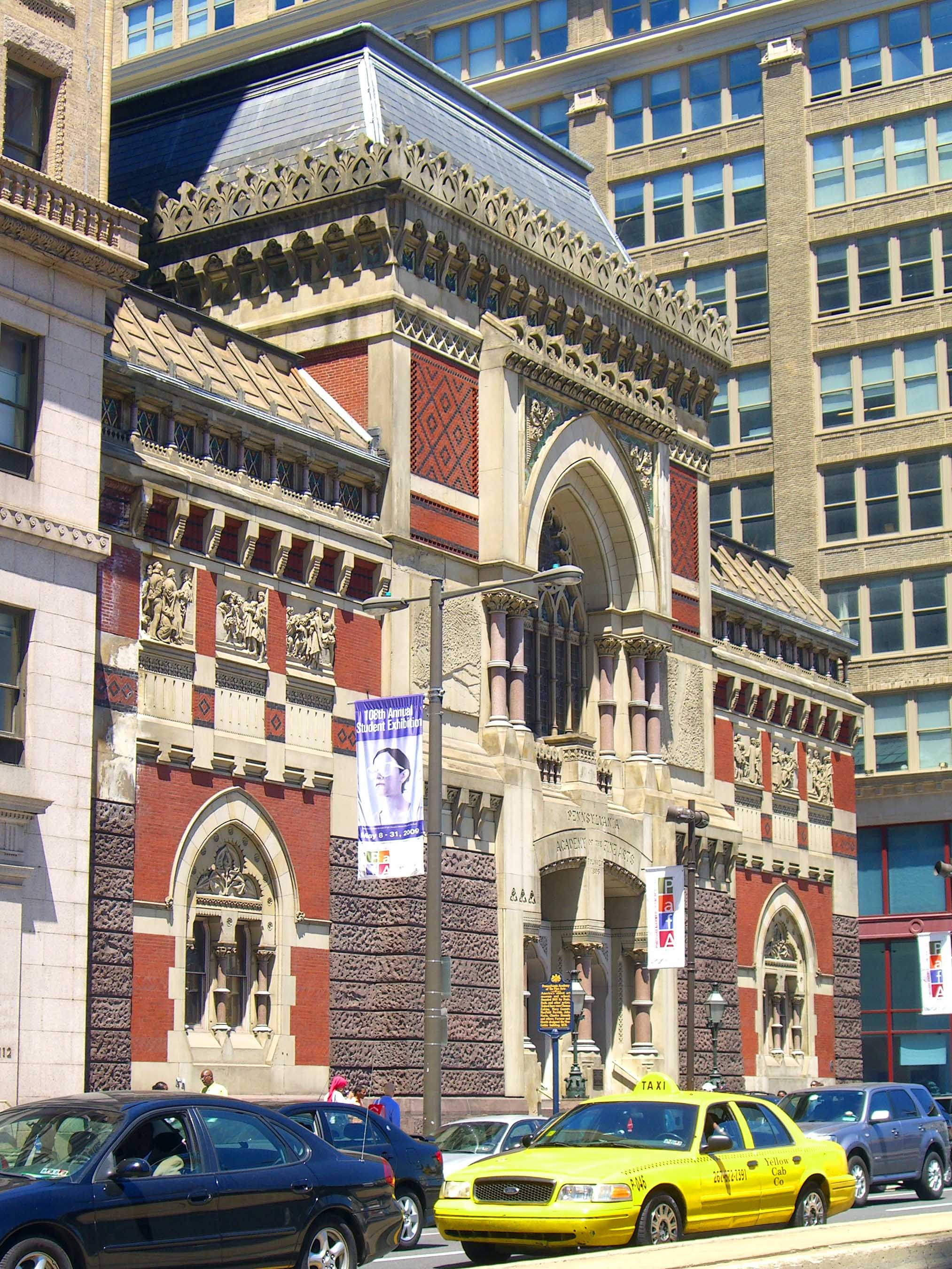
Pennsylvania Academy of the Fine Arts, wo Edna Andrade studierte

Andrade war die Tochter eines Bauingenieurs und studierte von 1933 bis 1937 an der Pennsylvania Academy of the Fine Arts bei Daniel Garber, Henry McCarter und George Matthews Harding und erhielt 1937 einen Bachelor of Arts von der University of Pennsylvania. Sie erhielt ein Reisestipendium, das William E. Cresson Memorial Scholarship der Pennsylvania Academy of the Fine Arts, mit dem sie 1936 und 1937 nach Europa reiste.
1941 heiratete sie den Architekten C. Preston Andrade. Während des Zweiten Weltkrieges arbeitete ihr Ehemann bei dem Bureau of Aeronautics der Marine und sie beim Office of Strategic Services, wo sie Lehrunterlagen und Karten entwarf und in einem von Eero Saarinen geleiteten Büro für Strategische Dienste arbeitete. Sie arbeitete auch an Propagandafilmen mit John Ford.
Nach dem Krieg kehrte sie nach Philadelphia zurück und arbeitete als Zeichenassistentin mit ihrem Mann in seinem Architekturbüro. Nachdem sie sich 1960 von ihrem Mann scheiden ließ, lehrte sie von 1960 bis zu ihrer Pensionierung 1982 am Philadelphia College of Art. Ab 1971 wurde Andrade von der Locks Gallery in Philadelphia vertreten.

## Kunststile ihrer Werke
Als Malerin widmete sie sich zunächst dem Realismus und änderte in den späten 1950er Jahren die Richtung und wurde eine der wenigen Künstlerinnen, die mit geometrischen Mustern in einem Stil arbeiteten, der als Op-Art bekannt wurde.
Andrade war auf die Schnittstelle von Kunst und Wissenschaft eingestellt und in den 1950er Jahren freundete sie sich mit dem schottischen Physiker und Philosophen Lancelot Law Whyte an, der sich für Muster in der Natur interessierte und wie diese mit dem menschlichen Geist in Verbindung gebracht werden können. Andrade wurde durch White mit der Gestaltpsychologie und der archetypischen Psychologie von Carl Gustav Jung bekannt. Mit Jung teilte sie das Interesse an Mandalas, die in verschiedenen asiatischen Traditionen als Meditationshilfen verwendet werden. Sie studierte die Farbtheorien von Eugène Chevreul und Goethe sowie die in der Natur vorkommenden mathematischen Proportionen, wie die Fibonacci-Zahl oder den Goldenen Schnitt, der den Mustern von Spiralen und vielen anderen rhythmischen Naturphänomenen zugrunde liegt.
In den 1980er Jahren fertigte sie, inspiriert von den Fliesenarbeiten, die sie auf einer Reise nach Indien sah, Acrylbilder auf Leinwand und Siebdrucke an, die die grafischen und farblichen Möglichkeiten der Parkettierung ausschöpfen. Sie fertigte nicht nur Siebdrucke einiger ihrer Op-Bilder an, sondern arbeitete auch mit einer Spielzeugfirma zusammen, um diese als Puzzles zu rendern. Andrades Interesse an alten Handwerkstraditionen brachte sie in Sympathie mit der Muster- und Dekorationsbewegung der späten 70er und 80er Jahre, die kulturell vielfältige Textilkunst, die traditionell als Frauenarbeit galt. Obwohl sie nicht Teil der feministischen Kunstbewegung war, stellte Andrade mit einigen derer prominenten Mitglieder wie Joyce Kozloff und Miriam Schapiro aus.
In den 90er Jahren fertigte sie Graphitzeichnungen und Ölgemälde von Felsformationen an, die sie entlang der Küste von Maine beobachtete.
Andrade starb 2008 im Alter von 91 Jahren in Philadelphia.
Ihre Arbeiten befinden sich in zahlreichen Sammlungen, darunter das Philadelphia Museum of Art, das Museum of Contemporary Art Buenos Aires, die Pennsylvania Academy of the Fine Arts, das Houston Museum of Fine Arts, das Dallas Museum of Art, das Virginia Museum of Fine Arts und Baltimore Art Museum, das Utah Museum of Fine Arts und das Delaware Art Museum. Ihre Papiere werden in den Archives of American Art aufbewahrt.

## Ehrungen
- 1983: Women’s Caucus for Art Lifetime Achievement Award
- 1991: Philadelphia Mayor’s Arts and Culture Award for Visual Arts
- 1996: College Art Association Award for Distinguished Teaching of Art

## Einzelausstellungen
- 1967: East Hampton Gallery, Manhattan
- 1967: Pennsylvania Academy of the Fine Arts
- 1993: Pennsylvania Academy of the Fine Arts
- 2003: Edna Andrade, Optical Paintings: 1963–1988, Institute of Contemporary Art, Philadelphia
- 2007: Edna Andrade Optical Paintings, 1960–1966, Locks Gallery, Philadelphia
- 2015: Edna Andrade: An Overview, Harnett Museum of Art, University of Richmond, Richmond
- 2016: Edna Andrade – Paintings and Works on Paper, Locks Gallery, Philadelphia
- 2017: Edna Andrade: Symmetries, Locks Gallery, Philadelphia
- 2019: Edna Andrade – Taking Shape, Locks Gallery, Philadelphia
- 2022: Edna Andrade, Locks Gallery, Philadelphia

## Ausstellungen (Auswahl)
- 2012: Color Motion: Edna Andrade Prints, The Print Center
- 2018: Optical // Obstacle, Locks Gallery, Philadelphia
- 2019: Works on Paper, Locks Gallery, Philadelphia
- 2020: Assemblages, Locks Gallery, Philadelphia
- 2021: Social Reckoning, The Clemente, New York City
- 2022: In the Balance: Between Painting and Sculpture, 1965–1985, Whitney Museum of American Art, New York City

## Sammlungen
- Philadelphia Museum of Art, Philadelphia
- The Fabric Workshop and Museum, Philadelphia
- Pennsylvania Academy of the Fine Arts Museum (PAFA), Philadelphia
- Pomona College Museum of Art, Claremont (Kalifornien)
- Reading Public Museum, Reading (Berks County, Pennsylvania)